# Bettina Aller
Bettina Charlotte Aller, född 23 juni 1962, är en dansk affärskvinna och polarfarare.
Hon är styrelseordförande och overdirektør för mediakoncernen Aller Media, där hon även är delägare. Hon har deltagit i sex expeditioner till Nordpolen. Under den andra expeditionen gick hennes arm ur led, och hon måste hämtas från isen innan hon nådde Nordpolen. Två av expeditionerna har filmats av hennes man Jean Gabriel Leynaud, vilket resulterat i TV-filmerna Lovers on the ice och 99 days on the ice.